# All Souls Church, Langham Place
[[Fil:|mini|All Souls Church]]
All Souls Church är en anglikansk evangelikal kyrka i centrala London. Kyrkan ligger i stadsdelen Marylebone, i norra änden av Regent Street bredvid BBC:s huvudkontor Broadcasting House. Kyrkan tillhör Londons stift och har en internationell församling med stor åldersspridning. En genomsnittlig söndag besöks kyrkans gudstjänster av cirka 2 500 personer.

## Byggnation
Kyrkan ritades av John Nash och invigdes 1824 av Londonbiskopen William Howley. Nash, som vid den här tiden också utformade Regent's Park och Regent Street, gav All Souls en cirkulär portik för att runda av hörnet mot Portland Place. Byggnaden är uppförd i bathsten och den unika spiran består av sjutton konkava sidor och omges av Kolonner i två separata sektioner. Kapitälen är joniska och utformade i coade-sten. De säregna bevingade kerubhuvudena bygger på en design av Michelangelo.
Byggnaden stod färdig i december 1823 och är den enda kvarvarande kyrkan av John Nash. Arkitekturen föll dock inte samtiden i smaken, utan sågs som alltför simplistisk för en kyrka.

## Relation till kronan
Kyrkoherden (rector) i All Souls tillsätts genom regalt pastorat, på ett sätt som liknar tillsättandet av Engelska kyrkans biskopar. All Souls nära koppling till statsapparaten går tillbaka till George IV:s regeringstid, då kronan tillskansade sig marken runt kyrkan. Storbritanniens kungliga vapen pryder kyrkans västra galleri.

## Restaurering efter kriget
Den 8 december 1940 utsattes kyrkan för omfattande skador när en landmina detonerade. Kyrkan hölls stängd för reparationer i något tiotal år. Under den perioden samlades församlingen till gudstjänst i Marybone Chapel.

## Orgel
All Souls är välkänt för sin musikaliska tradition, vilken inkluderar orgeln inbyggd i spansk mahogny designad av Nash. Konstruktionen byggdes ut och orgeln moderniserades vid restaureringen på 1940-talet och en senare upprustning av kyrkan på 1970-talet.

## Gudstjänster
All Souls firar fyra gudstjänster varje söndag: morgonmässa klockan 8.00, två förmiddagsgudstjänster klockan 9.30 och 11.00, samt en kvällsgudstjänst klockan 18.30. Under terminerna firas en veckogudstjänst torsdagar klockan 13.05.
Söndagens predikningar laddas upp på kyrkans webbplats påföljande måndag. Predikoarkivet som nu finns tillgängligt består av över 3 000 predikningar.
Från 1951 till 1994 sändes kyrkans gudstjänster av BBC.

## John Stott
John Stott, en av förgrundsgestalterna inom den internationella evangelikala rörelsen och en av huvudförfattarna av Lausannedeklarationen, hade under en lång tid tjänst i församlingen. Först som komminister (curate) 1945 - 1950 och därefter som kyrkoherde (rector) 1950-1975. Stott, som under sin livstid skrev ett femtiotal böcker om kristen tro och teologi, lämnade tjäönsten 1975 för att kunna ägna sig mer åt sitt övriga arbete, men han fortsatte sitt engagemang i församlingen och fick så småningom hederstiteln rector emeritus av församlingen.